# Бахмальский район
Бахмальский район (тума́н; узб. Baxmal tumani / Бахмал тумани) — район на юге Джизакской области Узбекистана. Административный центр — городской посёлок Усмат. Район был образован 16 октября 1970 года.